# Vid Grid
Vid Grid is een computerspel voor het platform Atari Jaguar. Het spel werd uitgebracht in 1995. 